# Мост Европы (картина Кайботта)
«Мост Европы» (фр. Le Pont de l'Europe) — картина, написанная французским художником Гюставом Кайботтом (Gustave Caillebotte, 1848—1894) в 1876 году. Она является частью собрания Музея Пти-Пале в Женеве (фр. Musée du Petit Palais, Genève). Размер картины — 124,7×180,6 см. Эта картина считается одной из наиболее известных работ художника.

## История
Впервые эта картина была выставлена на 3-й выставке импрессионистов в апреле 1877 года, вместе с другими картинами Кайботта, среди которых, в частности, были «Парижская улица в дождливую погоду» и «Маляры фасадов».

## Описание

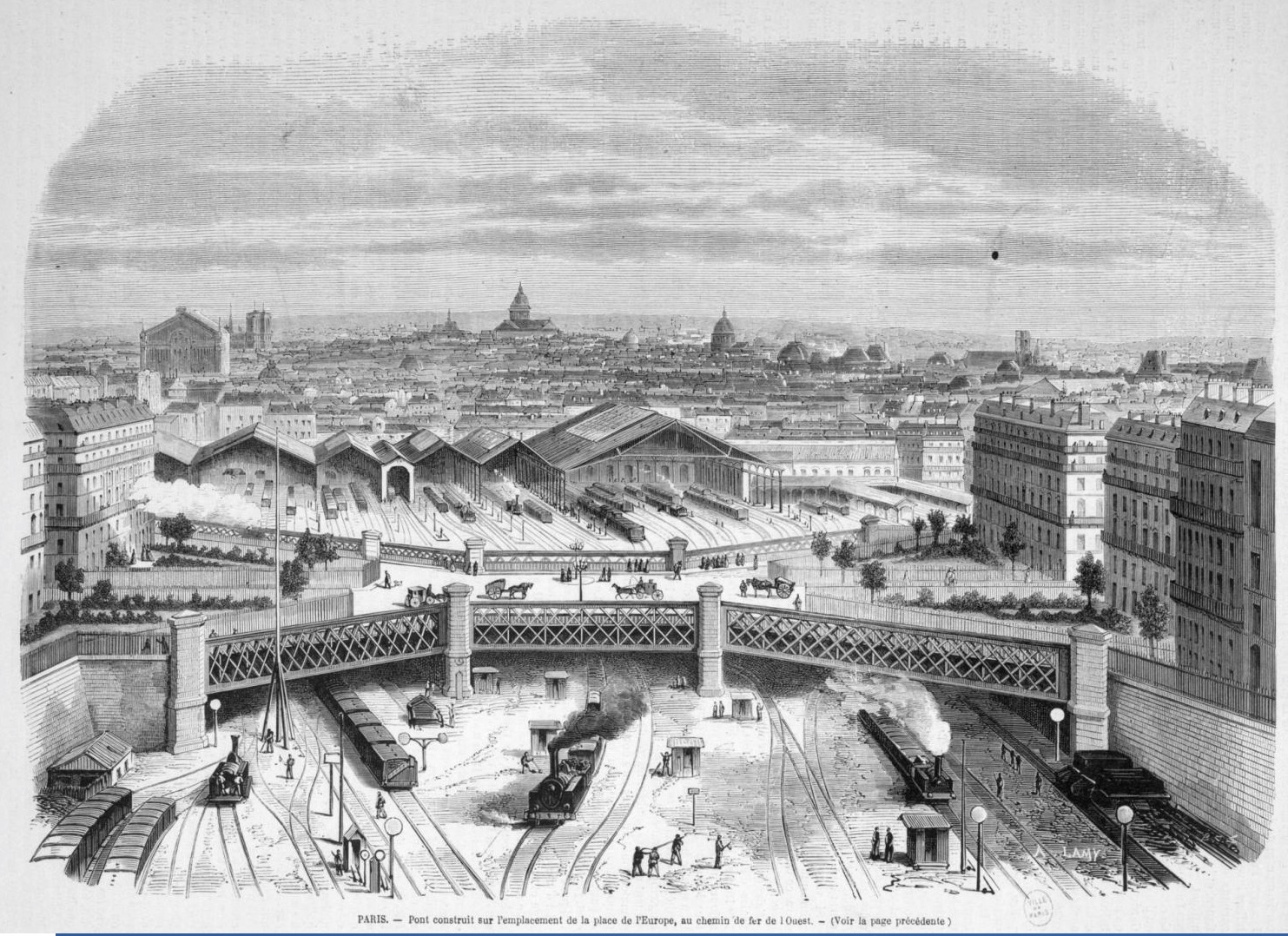
Вид на вокзал Сен-Лазар (около 1868 года), на переднем плане — мост Европы

На картине изображена часть Моста Европы, который был построен во второй половине 1860-х годов. Этот мост расположен над железнодорожными путями у парижского вокзала Сен-Лазар. В центре моста находится площадь Европы (фр. Place de l'Europe), к которой с разных сторон подходят шесть улиц, названных в честь европейских городов: Лондона, Вены, Мадрида, Константинополя, Санкт-Петербурга, Льежа (ранее — улица Берлина). Точка, с которой открывается вид, изображённый на картине, находится на улице Вены (фр. Rue de Vienne), которая на заднем плане (за площадью Европы) переходит в улицу Санкт-Петербурга (фр. Rue de Saint-Pétersbourg).
Сам вокзал на картине не виден — художник изобразил ограду, тротуар, и часть проезжей части моста. У ограды, отвернувшись, стоит мужчина, мимо которого проходит собака, которая находится на переднем плане картины. Навстречу зрителю по тротуару идут хорошо одетые мужчина и женщина. Сквозь ограду видна другая часть моста, по которой к площади Европы подходит улица Лондона (фр. Rue de Londres).
Необычна перспектива картины — дальние планы сокращены, а близкие объекты увеличены, что создаёт впечатление использования широкоугольного объектива фотоаппарата. Аналогичный приём Кайботт также использовал в другой своей известной картине — «Парижская улица в дождливую погоду».

## Эскизы и другие картины
Один из эскизов Кайботта к картине «Мост Европы» (написанный в 1876 году, размер 33 × 45 см) находится в Музее изящных искусств в Ренне (фр. Musée des beaux-arts de Rennes). Ещё один эскиз к картине «Мост Европы» (также написанный в 1876 году, размер 54 × 73 см) находится в частной коллекции.
Есть также другая картина Кайботта, «На мосту Европы» (1876—1877), которая находится в Музее искусства Кимбелла (англ. Kimbell Art Museum) в Форт-Уэрте, штат Техас, США.

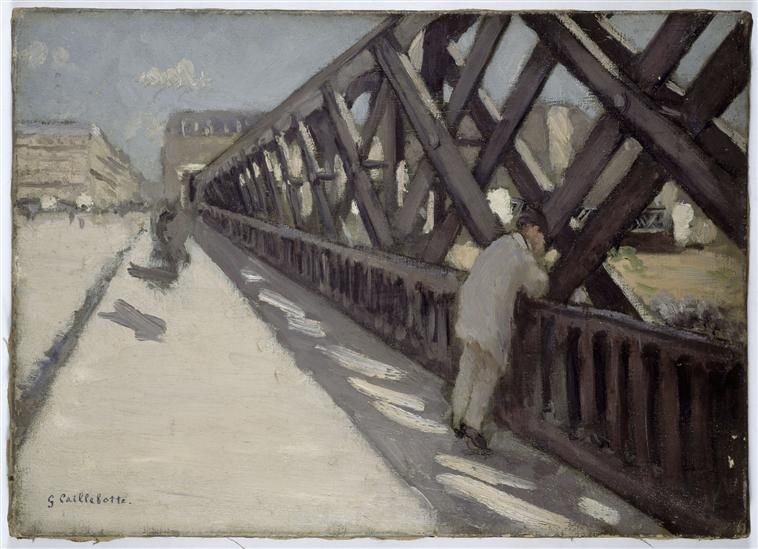
«Мост Европы» (эскиз, 1876), Музей изящных искусств, Ренн
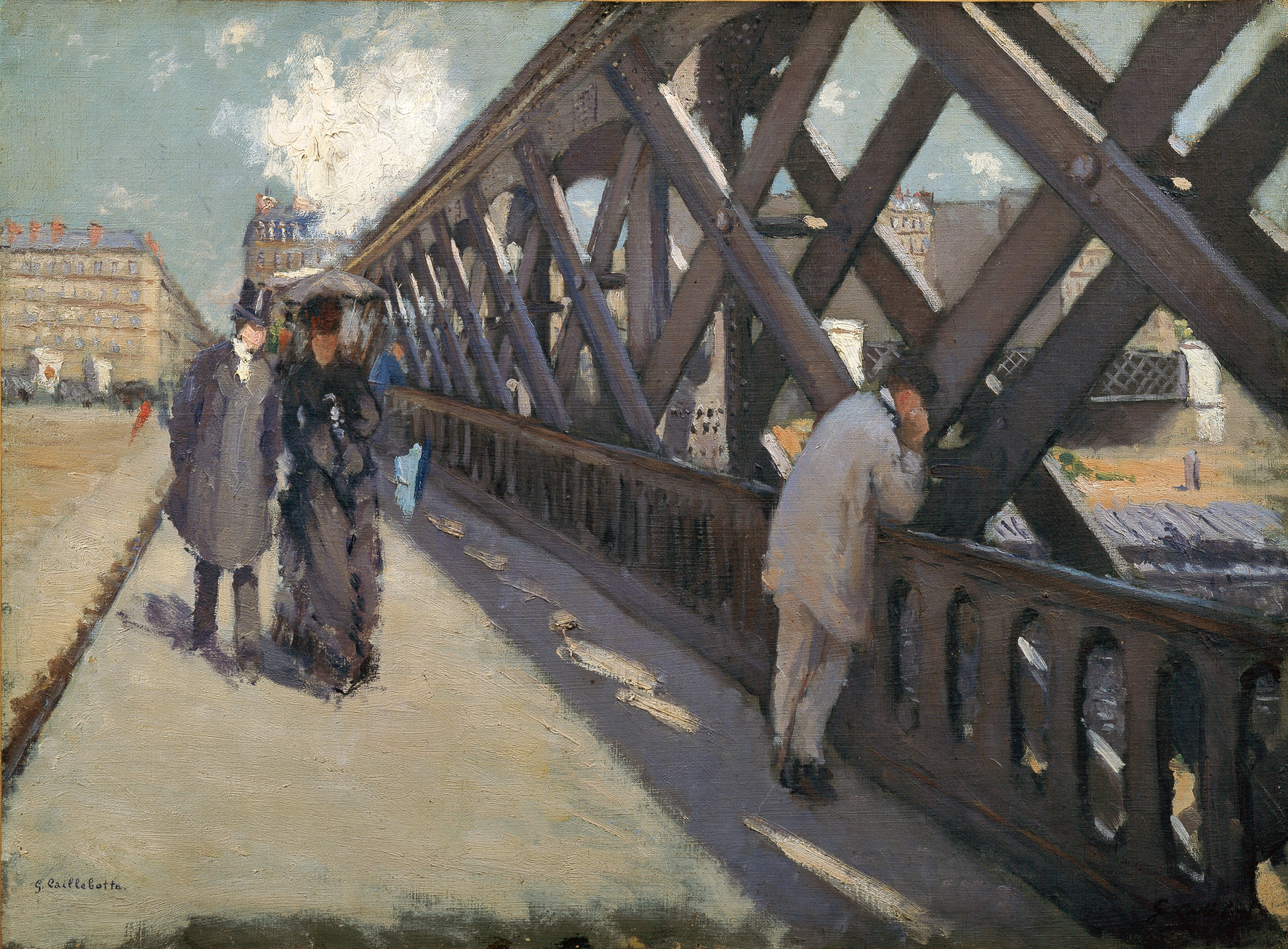
«Мост Европы» (эскиз, 1876), частная коллекция
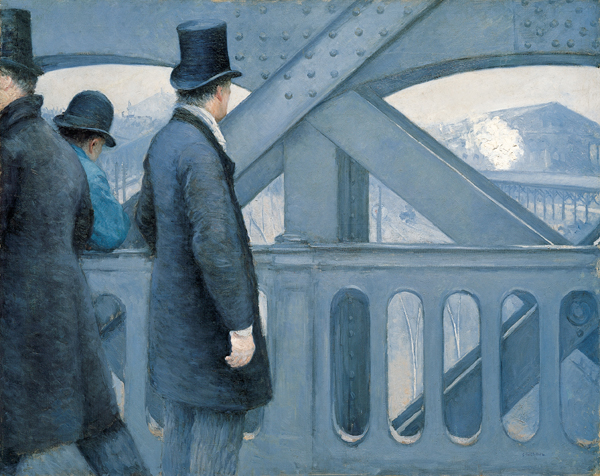
«На мосту Европы» (1876—1877), Музей искусства Кимбелла, Форт-Уэрт